# Giorgi Mamaiashvili

a Compétitions nationales et continentales officielles uniquement.

b Matchs officiels uniquement.
Dernière mise à jour le 26 juillet 2025.
Giorgi Mamaiashvili, né le 26 février 2003, est un joueur international géorgien de rugby à XV qui évolue au poste de pilier au FC Grenoble.

## Biographie
Giorgi Mamaiashvili s'engage au centre de formation du FC Grenoble lors de l'été 2022 en provenance des Lelo Saracens. Cet été là, il participe aux Six Nations Summer Series avec l'équipe de Géorgie des moins de 20 ans.
En janvier 2023, il signe son premier contrat espoir au FCG pour deux saisons.
Il dispute le Championnat du monde junior 2023 en Afrique du Sud avec ses coéquipiers grenoblois Irakli Aptsiauri et Guram Ganiashvili.
En janvier 2024, à 20 ans il dispute son premier match en professionnel avec le FC Grenoble, puis enchaîne en février 2024 son premier match international en Championnat d'Europe avec la Géorgie.

## Palmarès

### En club
- Finaliste du Championnat de France de Pro D2 en 2024 et 2025 avec le FC Grenoble.

### En équipe nationale
- Vainqueur du Championnat d'Europe en 2024 et 2025 avec l'équipe de Géorgie.